# Vorobiiv, Ripkî
Vorobiiv (în ucraineană Вороб'їв) este un sat în comuna Velîkîi Zliiv din raionul Ripkî, regiunea Cernihiv, Ucraina.

## Demografie
Componența lingvistică a localității Vorobiiv
     Ucraineană (98,26%)
     Rusă (1,53%)
     Alte limbi (0,22%)
Conform recensământului din 2001, majoritatea populației localității Vorobiiv era vorbitoare de ucraineană (98,26%), existând în minoritate și vorbitori de rusă (1,53%).